# سفين وندغرين
سفين وندغرين (بالسويدية: Sven Lundgren)‏ هو منافس ألعاب قوى سويدي، ولد في 29 سبتمبر 1896 في Bromma ‏ في السويد، وتوفي بنفس المكان في 18 يونيو 1960.

## وصلات خارجية
- سفين وندغرين على موقع أوليمبيديا (الإنجليزية)
- سفين وندغرين على موقع اللجنة الأولمبية السويدية (السويدية)